# Adonisea sanguinea
Adonisea sanguinea är en fjärilsart som beskrevs av Charles Andreas Geyer 1832. Adonisea sanguinea ingår i släktet Adonisea och familjen nattflyn. Inga underarter finns listade i Catalogue of Life.